# Tantalus Media
Tantalus Media (anteriormente Tantalus Interactive) es una empresa desarrolladora de videojuegos con origen en Melbourne, Australia, fundada por antiguos programadores de Beam Software Trevor Nuridin, Tim Bennet y Andrew Bailey. A mitad de la década de los 90 Tantalus formaba parte de la empresa Perfect Entertainment, que tuvo numerosos contratos con Psygnosis para portar sus juegos más famosos de PlayStation a Sega Saturn. A lo largo de esa época, Tantalus fue conocida como Tantalus Entertainment pero finalmente volvió a darse a conocer como Tantalus Interactive después de separarse de Perfect Entertainment en 1998. La compañía cambió de nombre a Tantalus Media en 2007 después de la inversión de capital realizada por la empresa Netus. En el año 2010 después de la publicación para Nintendo DS y Sony PSP de Megamind: The blue defender, el consejero delegado Tom Crago recompró la empresa a Netus..
Tantalus Media es conocida por tener la licencia para portear juegos originales a otros sistemas y ha realizado de 45 de ellos, entre ellos han trabajado con las máquinas Xbox, Sega Saturn, Dreamcast, Super Nintendo, GameCube, Game Boy Advance, Nintendo 64, PlayStation, PlayStation 2, PlayStation Portable, PC, Nintendo 3DS, Wii U, Nintendo Switch y iOS.

## Historia
Su primer título original fue South Park Rally, completado para cuatro plataformas en siete meses. Su primer juego portátil fue ATV Quad Power Racing para Game Boy Advance y lanzaron Space Race, su primer juego de PlayStation 2, el mismo año. Usaron dos plataformas de desarrollo cruzadas: CRIS para las portátiles, con skinned mesh rendering, y Mercury Engine para la nueva generación de consolas en su época más temprana.
CRIS, siglas de Character Render Interactive System, fue desarrollado por Andrew Bailey para su uso en Game Boy Advance. Usando un procedimiento único, era capaz de renderizar objetos 3d en el sistema portátil. CRIS fue usado originalmente en el título de Game Boy Advance Top Gear Rally. Tantalus ganó el premio al "Mejor Juego" en la edición del 2003 del "Australian Game Developer Awards" de Melbourne por ese logro.
Además de portar licencias a otros sistemas, Tantalus lanzó dos juegos originales, Trickstar y Black Market Bowling. En 2005, Tantalus tuvo dos franquicias originales que no parecieron ser de interés para ningún editor. Metal Shell fue desarrollado como una demo jugable, originalmente un juego arcade de disparos sobre vehículos para PlayStation 2 en 2003, como atractivo fue popular la modificación del terreno según las explosiones que provocaban los vehículos. En 2005 el equipo propio de artistas de la compañía desarrollaron nuevos conceptos y un vídeo de presentación de los mismos, fue mostrado en el E3 de ese año como un juego similar a Battlefield 1942 basado en el futuro. Además, el vídeo promocional del año 2003 fue visto por personal de la editora afincada en Toronto, Longbow Digital Arts, y responsable de Treadmarks, un videojuego de combate entre tanques y carreras de los mismos. Ahí se vieron varios problemas, las comparaciones gráficas mostraban muchas similitudes, llegando al punto de que algunas pequeñas cosas eran idénticas. Finalmente declaraciones de Tom Crago negaron cualquier intención de copia del supuesto juego original. Se pueden encontrar vídeos en Youtube sobre ambos juegos y sus comparaciones.
Anaka fue pensado, en principio, como un juego de plataformas para Game Boy Advance en 2003, aunque solo se ha mostrado documentación sobre ello. En 2005, con la ayuda de Ac3animation, hicieron un corto animado como piloto para televisión. En 2006, una versión de demostración puramente táctil del juego fue lanzada para Nintendo DS, los jugadores podían controlar al personaje tocando directamente en la pantalla a dónde querían ir. Era una mezcla entre un juego de plataformas y los típicos juegos de aventuras.
El juego que mejor funcionó de la desarrolladora fue el simulador de jinete lanzado en 2007, Pony Friends, para Nintendo DS, que vendió más de un millón de copias, haciéndolo el juego más vendido lanzado en Australia. En 2008, Tantalus tenía funcionando dos estudios, y durante ese tiempo trabajaban en Cars: Race-O-Rama y MX Reflex para Nintendo DS y PlayStation Portable, así como Pony Friends 2 para Wii y Nintendo DS, y Legend of the Guardians: The Owls of Ga'Hoole para los mismos sistemas. Nada más acabar el desarrollo de Cars: Race-O-Rama en 2009, el estudio afincado en Brisbane empezaron a trabajar en el primer lanzamiento digital de la compañía, Drift Street International, para Nintendo DSi. Mientras, el estudio de Melbourne trabajaba en Megamind para Nintendo DS y PlayStation Portable, así como preparaban demos para Xbox 360, PlayStation 3 y iPhone.
En esa década, Tantalus puntualmente cambio el nombre a Straight Right, haciendo numerosos cambios en el estudio, manteniendo la marca Tantalus hasta ahora. Durante este tiempo Tantalus Media se dedicó al lanzamiento de muchos juegos táctiles, hasta el regreso a día de hoy como estudio propio portando licencias a plataformas de Nintendo.

## Videojuegos

### Desarrollados
- Stargate (SNES, 1994)
- Area 51 (Saturn, PS, PC – 1995)
- Wipeout (Saturn, 1996)
- Krazy Ivan (PS, Saturn, PC – 1996)
- Manx TT Superbike (Saturn, PC – 1997)
- Wipeout 2097 (Saturn, 1997)
- The House of the Dead (Saturn, PC – 1998)
- South Park Rally (DC, N64, PS, PC – 1999)
- ATV: Quad Power Racing (PS, GBA – 2000)
- Looney Tunes: Space Race (DC – 2000) (PS2 – 2002)
- Men in Black II: Alien Escape (GCN, PS2 – 2002)
- Woody Woodpecker in Crazy Castle 5 (GBA – 2002)
- Monster Truck Madness (GBA – 2003)
- Unreal II: The Awakening (Xbox, 2003)
- Top Gear Rally (GBA, 2003)
- The Polar Express (GBA – 2004)
- The Adventures of Jimmy Neutron: Boy Genius – Attack of the Twonkies (GBA – 2004)
- SpongeBob SquarePants: The Yellow Avenger (DS, PSP – 2005)
- Trick Star (GBA, 2006)
- MX vs. ATV: On the Edge (PSP – 2006)
- Cars Mater-National Championship (GBA, DS – 2007)
- MX vs. ATV: Untamed (DS, PSP – 2007)
- Pony Friends (DS – 2007)
- Top Gear: Downforce (DS – 2007)
- The Legend of Spyro: Dawn of the Dragon (DS – 2008)
- Pony Friends 2 (Wii, DS, PC – 2009)
- MX vs. ATV Reflex (PSP, DS – 2009)
- Cars Race-O-Rama (PSP, DS – 2009)
- Legend of the Guardians: The Owls of Ga'Hoole (DS – 2010)
- Megamind (video game) (PSP, DS – 2010)
- Super Speed Machines (DS – 2010)
- Ben 10: Galactic Racing (DS – 2011)
- Funky Barn (3DS, Wii U – 2012)
- Pony Trails (iOS – 2012)
- Zombi (PS4, Xbox One, PC – 2015)
- The Legend of Zelda: Twilight Princess HD (Wii U – 2016)[9]
- Sonic Mania (Nintendo Switch – 2017)
- Rime (Nintendo Switch – 2017)
- Cities Skylines (PS4, Xbox One - 2017) (Nintendo Switch - 2018)
- Stellaris: Console Edition (PS4, Xbox One – 2019)
- Jupiter & Mars (PS4 – 2019)
- Age of Empires II: Definitive Edition (Microsoft Windows – 2019)[10]
- Age of Empires III: Definitive Edition (Microsoft Windows – 2020)
- The Legend of Zelda: Skyward Sword HD (Nintendo Switch – 2021)[11]

### Publicados
- AMF Bowling 2004 – Black Market Games (Xbox, 2003)
- Black Market Bowling – Black Market Games (PS2, 2005)
- Heat Shield – Black Market Games (iOS, 2009)
- Drift Street International – Tantalus (DSiWare, 2010)
- Funky Barn Download – Tantalus (Wii U, 2012)